# William Leveson-Gower, IV conte di Granville
William Leveson-Gower, IV conte di Granville (11 luglio 1880 – 25 giugno 1953), è stato un ammiraglio britannico, e fu anche governatore dell'Irlanda del Nord come rappresentante del cognato Giorgio VI del Regno Unito.

## Biografia
Figlio di George Leveson-Gower, II conte di Granville, e della seconda moglie, Lady Castalia Campbell.

## Carriera
Nel 1894 si arruola nella Royal Navy. Viene promosso a guardiamarina nel 1900, tenente nel 1902 e comandante nel 1913. Ha servito nella prima guerra mondiale ed insignito nel 1919 del Distinguished Service Order.
Viene nominato Capo di Stato Maggiore, comandante in capo nel 1924, il Nore, nel 1929 aiutante di campo del re, e comandante in capo sulla costa della Scozia, nel 1931. Viene insignito del titolo di Cavaliere del Bagno nel 1930 , ritirandosi dalla carriera militare nel 1935.
Nel 1937 viene nominato governatore dell'Isola di Man. Nel 1939 succede al fratello maggiore della contea. Nel 1945 viene insignito del titolo di Cavaliere Commendatore dell'Ordine Reale Vittoriano  e governatore dell'Irlanda del Nord (1945-1952). Nello stesso anno ottiene un ulteriore titolo : Cavaliere della Giarrettiera.

## Matrimonio
Nel 1916 sposò Lady Rose Constance Bowes-Lyon, seconda figlia superstite del XIV conte di Strathmore e Kinghorne, e sorella maggiore della Regina madre Elisabetta. Ebbero due figli:
- Mary Cecilia (12 dicembre 1917), sposò Samuel Wittewringe Clayton, dal quale ebbe due figli;
- James Leveson-Gower, V conte di Granville (6 dicembre 1918-31 ottobre 1996), sposò Doon Aileen Plunket, dal quale ebbe tre figli.

## Morte
Morì nel giugno 1953, all'età di 72 anni. Fu cremato. La contessa morì nel 1967.

## Ascendenza
|                                              |               |                                         | Genitori                                            |  |  | Nonni |  |  | Bisnonni                                        |  |  | Trisnonni                         |  |
|                                              |               |                                         |                                                     |  |  |       |  |  | Granville Leveson-Gower, I marchese di Stafford |  |  | John Leveson-Gower, I conte Gower |  |
|                                              |               |                                         |                                                     |  |  |       |  |  | Granville Leveson-Gower, I marchese di Stafford |  |  | John Leveson-Gower, I conte Gower |  |
|                                              |               | lady Evelyn Pierrepont                  |                                                     |  |  |       |  |  | Granville Leveson-Gower, I marchese di Stafford |  |  |                                   |  |
| Granville Leveson-Gower, I conte Granville   |               |                                         |                                                     |  |  |       |  |  | Granville Leveson-Gower, I marchese di Stafford |  |  |                                   |  |
|                                              |               | lady Susannah Stewart                   | Alexander Stewart, VI conte di Galloway             |  |  |       |  |  |                                                 |  |  |                                   |  |
|                                              |               | lady Susannah Stewart                   | Alexander Stewart, VI conte di Galloway             |  |  |       |  |  |                                                 |  |  |                                   |  |
|                                              |               | lady Susannah Stewart                   | lady Catherine Cochrane                             |  |  |       |  |  |                                                 |  |  |                                   |  |
| George Leveson-Gower, II conte di Granville  |               | lady Susannah Stewart                   |                                                     |  |  |       |  |  |                                                 |  |  |                                   |  |
|                                              |               | William Cavendish, V duca di Devonshire | William Cavendish, IV duca di Devonshire            |  |  |       |  |  |                                                 |  |  |                                   |  |
|                                              |               | William Cavendish, V duca di Devonshire | William Cavendish, IV duca di Devonshire            |  |  |       |  |  |                                                 |  |  |                                   |  |
|                                              |               | William Cavendish, V duca di Devonshire | Charlotte Elizabeth Boyle, marchesa di Hartington   |  |  |       |  |  |                                                 |  |  |                                   |  |
| lady Harriet Cavendish                       |               | William Cavendish, V duca di Devonshire |                                                     |  |  |       |  |  |                                                 |  |  |                                   |  |
|                                              |               | lady Georgiana Spencer                  | John Spencer, I conte Spencer                       |  |  |       |  |  |                                                 |  |  |                                   |  |
|                                              |               | lady Georgiana Spencer                  | John Spencer, I conte Spencer                       |  |  |       |  |  |                                                 |  |  |                                   |  |
|                                              |               | lady Georgiana Spencer                  | Margaret Poyntz                                     |  |  |       |  |  |                                                 |  |  |                                   |  |
| William Leveson-Gower, IV conte di Granville |               | lady Georgiana Spencer                  |                                                     |  |  |       |  |  |                                                 |  |  |                                   |  |
|                                              | John Campbell | Walter Campbell                         |                                                     |  |  |       |  |  |                                                 |  |  |                                   |  |
|                                              | John Campbell | Walter Campbell                         |                                                     |  |  |       |  |  |                                                 |  |  |                                   |  |
|                                              | John Campbell | Eleonora Ker                            |                                                     |  |  |       |  |  |                                                 |  |  |                                   |  |
| Walter Frederick Campbell                    | John Campbell |                                         |                                                     |  |  |       |  |  |                                                 |  |  |                                   |  |
|                                              |               | lady Charlotte Campbell                 | John Campbell, V duca di Argyll                     |  |  |       |  |  |                                                 |  |  |                                   |  |
|                                              |               | lady Charlotte Campbell                 | John Campbell, V duca di Argyll                     |  |  |       |  |  |                                                 |  |  |                                   |  |
|                                              |               | lady Charlotte Campbell                 | Elizabeth Gunning, I baronessa Hamilton di Hameldon |  |  |       |  |  |                                                 |  |  |                                   |  |
| Castalia Rosalinde Campbell                  |               | lady Charlotte Campbell                 |                                                     |  |  |       |  |  |                                                 |  |  |                                   |  |
|                                              |               | Stephen Thomas Cole                     | Thomas Rea Cole                                     |  |  |       |  |  |                                                 |  |  |                                   |  |
|                                              |               | Stephen Thomas Cole                     | Thomas Rea Cole                                     |  |  |       |  |  |                                                 |  |  |                                   |  |
|                                              |               | Stephen Thomas Cole                     | Isabella Ibbetson                                   |  |  |       |  |  |                                                 |  |  |                                   |  |
| Catharine Isabella Cole                      |               | Stephen Thomas Cole                     |                                                     |  |  |       |  |  |                                                 |  |  |                                   |  |
|                                              |               | lady Elizabeth Smith-Stanley            | Edward Smith-Stanley, XII conte di Derby            |  |  |       |  |  |                                                 |  |  |                                   |  |
|                                              |               | lady Elizabeth Smith-Stanley            | Edward Smith-Stanley, XII conte di Derby            |  |  |       |  |  |                                                 |  |  |                                   |  |
|                                              |               | lady Elizabeth Smith-Stanley            | lady Elizabeth Douglas-Hamilton                     |  |  |       |  |  |                                                 |  |  |                                   |  |
|                                              |               | lady Elizabeth Smith-Stanley            |                                                     |  |  |       |  |  |                                                 |  |  |                                   |  |